# Westeremstek
Westeremstek ist eine Bauerschaft der Gemeinde Emstek im Landkreis Cloppenburg in Niedersachsen (Deutschland).

## Geschichte
Einen ersten Beleg für Westeremstek (Westeremsteke) gab es 1239. Von 1856 bis 1925 war Westeremstek Teil der Bauerschaft Emstek und wurde 1925  wieder eine selbstständige Bauerschaft. Bekannt ist Westeremstek für sein großes Gewerbegebiet.